# Franjo Kružić
Franjo Kružić, mjernik, civilni inženjer (1852. – 1920.).

## Život

### Biografija
Bio je mjernik grada Križevaca. U Viši zavod Gospodarsko-šumarskog učilišta u Križevcima došao je 1878. kao suplent, a 1879. imenovan je učiteljem tehničke struke. Godine 1882. imenovan je profesorom. Predavao je geodeziju, mehaniku, gospodarsko i šumarsko graditeljstvo, kulturnu tehniku, te je podučavao tlovidno i graditeljsko crtanje, a vodio je i praktične vježbe iz geodezije, a na Ratarnici mjerstvo. Godine 1899. otišao je za profesora na Srednjoj tehničkoj školi u Sarajevu, gdje je predavao do umirovljenja 1908. 

### Doprinosi
Autor je dviju knjiga na hrvatskom jeziku Fotogrametrija i praktični dio tahimetrije i Praktična geodezija ili zemljomjerstvo.

## Djela
- Uporaba tahimetrije u zemljomjerstvu. Šumarski list 1881, str. 173-190.
- Barometar u mjerničkoj praksi. Šumarski list 1885, str. 155-172.
- Fotogrametrija i praktični dio tahimetrije. Kraljevsko šumsko-gospodarsko učilište, Križevci 1897.
- Praktična geodezija ili zemljomjerstvo. Zagreb 1911.

## Vanjske poveznice
- Kružić, Franjo (Fran) Hrvatska tehnička enciklopedija, portal hrvatske tehničke baštine. LZMK